# 21311 Servius
21311 Servius è un asteroide della fascia principale. Scoperto nel 1996, presenta un'orbita caratterizzata da un semiasse maggiore pari a 2,2263447 UA e da un'eccentricità di 0,0954302, inclinata di 6,59729° rispetto all'eclittica.